# 옥천 조헌 신도비
옥천 조헌 신도비(沃川 趙憲 神道碑)는 중봉 조헌의 묘소로부터 동남방 100m 거리에 위치한 신도비로 인조 27년(1649)에 건립되었다.
좌의정 김상헌이 글을 짓고 이조판서 송준길이 글을 썼으며, 우의정 김상용이 썼다. 비석높이 175cm, 폭 100cm, 두께 32cm이며 비문에는 조헌의 일생과 금산 전투가 소상히 적혀 있다.

## 개요
신도비는 임금이나 고관의 평생업적을 기록하여 그의 무덤 남동쪽에 세워두는 것으로, 이 비는 조선 중기의 문신인 중봉 조헌(1544∼1592) 선생의 행적을 기리고 있다.
조헌은 명종 20년(1565) 성균관에 입학하여 2년 후인 1567년 병과에 급제하였다. 그후 호조좌랑·성균관전적·사헌부감찰·전라도도사 등을 역임하였으며, 관직에서 물러난 뒤에는 옥천군 안읍 밤티로 들어가 제자양성과 학문에 전념하였다. 선조 25년(1592) 임진왜란이 일어나자 의병 1,600여명을 모아 청주성을 수복하였으나 충청도순찰사의 방해로 해산당하여, 불과 700여명의 남은 병력을 이끌고 금산으로 행진하였고 고바야가와의 왜군과 전투를 벌여 끝까지 분전하다가 칠백의병들과 함께 전사하였다.
이 비에는 선생의 이 같은 생애와 최후 격전지였던 금산싸움에 대하여 자세히 적고 있다. 인조 27년(1649)에 세운 비로, 좌의정 김상헌이 글을 짓고, 이조판서 송준길이 글씨를 썼다.

## 같이 보기
- 조헌

## 참고 자료
- 옥천 조헌 신도비 - 국가유산청 국가유산포털